# JavaScript
JavaScript, w skrócie JS – skryptowy oraz wieloparadygmatowy język programowania, stworzony przez firmę Netscape, najczęściej stosowany na stronach internetowych. Twórcą JavaScriptu jest Brendan Eich. W połowie lat 90. XX wieku organizacja ECMA wydała na podstawie JavaScriptu standard języka skryptowego o nazwie ECMAScript, aktualnie rozwijaniem tego standardu zajmuje się komisja TC39.

## Zastosowania
Najczęściej spotykanym zastosowaniem języka JavaScript są strony internetowe. Skrypty te służą najczęściej do zapewnienia interakcji poprzez reagowanie na zdarzenia, walidacji danych wprowadzanych w formularzach lub tworzenia złożonych efektów wizualnych. Skrypty JavaScriptu uruchamiane przez strony internetowe mają znacznie ograniczony dostęp do komputera użytkownika. Po stronie serwera JavaScript może działać w postaci node.js lub Ringo.
W języku JavaScript można także pisać pełnoprawne aplikacje. Fundacja Mozilla udostępnia środowisko złożone z technologii takich jak XUL, XBL, XPCOM oraz JSLib. Umożliwiają one tworzenie korzystających z zasobów systemowych aplikacji o graficznym interfejsie użytkownika dopasowującym się do danej platformy. Przykładem aplikacji napisanych z użyciem JS i XUL może być klient IRC o nazwie ChatZilla, domyślnie dołączony do pakietu Mozilla. Microsoft udostępnia biblioteki umożliwiające tworzenie aplikacji JScript jako część środowiska Windows Scripting Host. Ponadto JScript.NET jest jednym z podstawowych języków środowiska .NET. Istnieje także stworzone przez IBM środowisko SashXB dla systemu Linux, które umożliwia tworzenie w języku JavaScript aplikacji korzystających z GTK+, GNOME i OpenLDAP. Platforma Node.js umożliwia pisanie aplikacji wiersza poleceń oraz aplikacji serwerowych. Node.js używany jest także w środowisku Electron, który umożliwia pisanie aplikacji GUI. Język JavaScript używany jest także na urządzeniach internetu rzeczy, robotów, czy układów takich jak Arduino poprzez bibliotekę Johnny-Five.

## Historia

### ECMAScript
W 1996 r. organizacja ECMA rozpoczęła pracę nad specyfikacją języka JavaScript pozbawioną odniesień do środowiska interpretującego kod. Język opisany w standardzie ECMA-262 został nazwany ECMAScript. Od tego momentu nazwa JavaScript oznacza jedynie jeden z nadzbiorów języka ECMAScript. Pierwsza wersja standardu była bliska JavaScriptowi w wersji 1.1. Trzecia jako pierwsza rozszerzyła istniejące implementacje. Wersja ES4 została całkowicie porzucona przez przeglądarki internetowe, korzystał z niej jedynie język ActionScript dla platformy Flash.
Od 2015 roku znacząco zmienił się proces tworzenia i wydawania nowych wersji ECMAScript. Po wersji ES5 wydanej w 2009 pojawiała się wersja ES6 wydana w 2015 roku, a następna już w 2016 (ES7, a właściwie ES2016). Zmieniło się również oficjalne nazewnictwo – wersja początkowo nazywana ES6 to teraz ES2015, potem jest ES2016, ES2017 itd.
Proces dodawania nowych funkcji do standardu opisującego JavaScript jest opisany w artykule TC39.

### Dialekty
Od czasu powstania JavaScriptu opracowywane były różne jego odmiany interpretowane za pomocą osobnych silników. Oprócz implementacji wprowadzonych do przeglądarek internetowych należy do nich ActionScript aplikacji Adobe Flash oraz UnityScript w silniku Unity (nie jest już on obsługiwany od wersji 2018.2).
| Wersja | Wydana           | Okoliczności wydania                                                  | Ważniejsze rozszerzenia implementowanej specyfikacji | przeg.  | spec. |
| ------ | ---------------- | --------------------------------------------------------------------- | ---------------------------------------------------- | ------- | ----- |
| 1.0    | marzec 1996      |                                                                       |                                                      | NN 2.0  | brak  |
| 1.1    | sierpień 1996    |                                                                       | Klasy typów podstawowych, konstruktory, prototypy    | NN 3.0  | brak  |
| 1.2    | czerwiec 1997    |                                                                       | Klasa zdarzenia                                      | NN 4.0  | brak  |
| 1.3    | październik 1998 |                                                                       |                                                      | NN 4.06 | 2     |
| 1.4    | ?                | Dostępna jedynie po stronie serwera (np. Netscape Enterprise Server). |                                                      |         | 2     |
| 1.5    | listopad 2000    |                                                                       | Stałe, interfejs DOM poziom pierwszy i drugi         | M 0.6   | 3     |
| 1.6    | listopad 2005    |                                                                       | Mechanizm E4X                                        | Fx 1.5  | 3     |
| 1.7    | październik 2006 |                                                                       | Funkcje-iteratory, wielokrotne przypisania           | Fx 2.0  | 3     |
| 1.8    | czerwiec 2008    |                                                                       | domknięcia wyrażeń, wyrażenia generujące             | Fx 3.0  | 3     |

| Wersja | Wydana           | Okoliczności wydania                                                               | Ważniejsze rozszerzenia implementowanej specyfikacji                                                                                    | przeg.  | spec. | ≈ JS |
| ------ | ---------------- | ---------------------------------------------------------------------------------- | --- | ------- | ----- | ---- |
| 1.0    | sierpień 1996    |                                                                                    | | IE 3.0  | brak  | 1.0  |
| 2.0    | styczeń 1997     |                                                                                    | | IE 3.02 | brak  | 1.1  |
| 3.0    | październik 1997 |                                                                                    | | IE 4.0  | 1     | 1.3  |
| 4.0    | ?                | Visual Studio 6.0                                                                  | |         | 1     | 1.4  |
| 5.0    | marzec 1999      |                                                                                    | Częściowa implementacja trzeciej wersji standardu (bez mechanizmu wyjątków), interfejsy XMLHttpRequest oraz DOM poziom pierwszy i drugi | IE 5.0  | 2     | 1.5  |
| 5.1    | sierpień 2000    |                                                                                    | | IE 5.01 | 2     | 1.5  |
| 5.5    | sierpień 2000    |                                                                                    | | IE 5.5  | 3     | 1.5  |
| 5.6    | październik 2001 |                                                                                    | | IE 6.0  | 3     | 1.5  |
| 5.7    | listopad 2006    |                                                                                    | | IE 7.0  | 3     | 1.5  |
| .NET   | 11 lipca 2000    | Microsoft na bazie wstępnej wersji specyfikacji ECMAScript 4 stworzył JScript.NET. | |         | 4     | ?    |

### Java
Początkowo Netscape nazwała nowy język LiveScript. Nazwa została jednak szybko zmieniona na JavaScript wskutek biznesowych porozumień pomiędzy Netscape a firmą Sun Microsystems (współwłaścicielem znaku handlowego JavaScript jest Oracle Corporation, które przejęło Sun Microsystems w 2010 roku). Skrypty JavaScriptu oraz aplety Javy (mimo odrębności tych dwóch języków) mogą się wzajemnie komunikować dzięki dostępnej w przeglądarkach Netscape, Mozilla i Opera technologii LiveConnect. Często występują pewne nieporozumienia, lecz JavaScript i Java to mimo wszystko dwa różne języki.

## JavaScript dla WWW

### Interakcja
Wszystkie implementacje JavaScriptu dostępne w przeglądarkach internetowych dostarczają obiektów reprezentujących drzewo dokumentu. Mogą także umożliwiać tworzenie ciasteczek, manipulowanie oknami przeglądarki, wyświetlanie prostych okien dialogowych, pobieranie informacji o przeglądarce, zarządzanie jej pluginami oraz arkuszami stylów. Reagują także na zdarzenia wywoływane w interfejsie.
Podczas manipulowania zawartością dokumentu problem stanowił brak jego ustandaryzowanego modelu. W czwartym pokoleniu przeglądarek dostęp do niektórych elementów dokumentu w Netscape możliwy był przy użyciu kolekcji document.layers, za to w Internet Explorerze – document.all. Organizacja W3C opracowała jednak jednolity obiektowy model obsługiwany przez wszystkie współczesne przeglądarki (w tym Operę od wersji 6, Konquerora od wersji 3 oraz Safari). Tablice all i layers zostały uznane za przestarzałe i wsparcie dla nich zostało praktycznie wycofane.

### Osadzanie
| W języku HTML za umieszczanie skryptów JS odpowiedzialny jest element <script> z opcjonalnymi argumentami type o wartości text/javascript (typ MIME) i language o wartości javascript. Atrybuty były używane gdy inne języki skryptowe były używane. Od HTML5 nie są potrzebne, choć typ MIME może być podany. | <script type="text/javascript" language="JavaScript 1.5" > alert(12 > 6); </script> <!-- współczesna składnia --> <script> alert(12 > 6); </script> |
| Jeżeli kod znajduje się w dokumencie XHTML, w celu uniknięcia zinterpretowania niektórych operatorów jako elementów składni języka należy otoczyć skrypt sekcją CDATA lub zapisać je w postaci encji. W XHTML nie można używać argumentu language w znaczeniu określenia wersji języka JS (atrybut, jeżeli jest użyty, powinien przyjąć dwuznakowe wartości opisane standardem ISO 639-1 dotyczące języków naturalnych, np. EN, DE, PL). | <script type="text/javascript"> /* <![CDATA[ */ alert(12 > 6); /* ]]> */ </script>                                                                  |
| Zewnętrzne skrypty dodawane są także przy użyciu powyższego znacznika, uwzględniając jedynie parametr src z nazwą pliku zawierającego kod skryptu. Typ MIME dla samodzielnych plików JavaScript to application/javascript lub przestarzały text/javascript. | <script type="text/javascript" src="code.js"></script>                                                                                              |
| Skrypty modułowe, ładujące zależności dynamicznie, muszą być oznaczone przez type="module". | <script src="js/main.js" type="module"></script> |

## Transpilatory
Przeglądarki oraz język JavaScript stały się platformą do obsługi innych języków. Istnieją transpilatory, które konwertują pliki innego języka na JavaScript. Z najbardziej znanych można wymienić:
- TypeScript
- Dart
- CoffeeScript
- ClojureScript

Istnieją także transpilatory nowszej wersji języka, na wersje starsze, które będą obsługiwane przez większą liczbę przeglądarek. Dzięki temu można korzystać z nowości, dodanych do języka, zanim zostaną dodane przez przeglądarki. Przykładem takiego narzędzia jest Babel.